# 17-й Конгресс США
Семна́дцатый Конгре́сс США — заседание Конгресса США, действовавшее в Вашингтоне с 4 марта 1821 года по 4 марта 1823 года в период пятого и шестого года президентства Джеймса Монро. Обе палаты, состоящие из Сената и Палаты представителей, имели демократическо-республиканское большинство. Распределение мест в Палате представителей было основано на третьей переписи населения Соединённых Штатов в 1810 году.

## Важные события
- 5 марта 1821 года — вторая президентская инаугурация Джеймса Монро
- 10 июля 1821 года — в соответствии с договором Адамса — Ониса испанская Флорида была официально передана Соединённым Штатам
- 10 августа 1821 года — Миссури был признан 24-м штатом США
- 30 марта 1822 года — США объединяют Восточную Флориду и Западную Флориду, образовав территорию Флорида

## Членство

### Сенат
| Начало | 43 | 3 | 39 | 4 |
| Конец  | 47 | 1 | 43 | 4 |

### Палата представителей
| Начало | 181 | 5 | 150 | 31 |
| Конец  | 185 | 2 | 154 | 31 |